# Paul Theodor Kind
Paul Theodor Kind (* 10. Mai 1861 in Chur; † 25. November 1898 in Krefeld) war ein Schweizer reformierter Geistlicher.

## Leben
Paul Theodor Kind entstammte einer Churer Pfarrerfamilie. Er wurde am 10. Mai 1861 dort als Sohn des Ludwig Gotthilf Kind, welcher Sohn von Paulus Kind der Jüngere war, geboren. Seine Mutter war Marie von Bavier. Kind wurde in Chur ausgebildet und zog mit seiner Familie nach Barmen, da sein Vater dort eine Pfarrstelle bekam. Anschließend studierte Paul Kind evangelische Theologie, zunächst an der Universität Halle, anschließend an der Universität Bonn. Er wurde dort Mitglied der örtlichen Wingolfsverbindungen. 1886 setzte man ihn als Pfarrer der Gemeinde Gruiten ein. Nach Radevormwald wechselte er vier Jahre darauf und weitere vier Jahre, 1894, nach Krefeld. Dort war er bis zu seinem Tod im Alter von 37 Jahren als Pfarrer tätig.

## Werke
- Geschichte der evangelisch-reformierten Gemeinde Radevormwald (Radevormwald 1891)
- Das Gebet des Herrn. Der Gemeinde ausgelegt in neun Predigten (Krefeld)
- Zeugnisse eines Frühvollendeten. Predigten und Betrachtungen aus dem Nachlaß von Paul Kind (Krefeld)